# Séisme de 2016 en Équateur
Le séisme de 2016 en Équateur ou séisme de Pedernales est un séisme de magnitude de moment 7,8 qui a eu lieu à 18 h 58 (heure locale) le 16 avril 2016, près de la ville de Muisne, en Équateur.
Il affecte la zone côtière, principalement les provinces de Manabí et Esmeraldas, causant des destructions jusque dans la capitale économique du pays, Guayaquil. Les victimes sont très nombreuses : 673 morts, 9 disparus, 6 274 blessés et plus de 28 775 sans abris,. L'eau potable, le gaz, l'électricité, internet et le téléphone sont coupés dans de nombreux endroits de la région, essentiellement dans les zones les plus proches de l'épicentre, entre les villes de Pedernales et Muisne. La ville de Pedernales est particulièrement touchée, avec une grande partie des bâtiments entièrement détruits. Le séisme principal a eu 713 répliques et plusieurs séismes d'une magnitude avoisinant 6 Mw sur la côte équatorienne dans les semaines qui suivent.

## Contexte géodynamique et cinématique du séisme
L’Équateur se trouve sur la ceinture de feu du Pacifique à la jonction de trois plaques tectoniques, la plaque de Nazca et la plaque sud-américaine, elle-même fragmentée au niveau du Guayas entre une plaque nord andine et la ride de Carnegie. La plaque de Nazca se déplace en subduction sous les deux autres plaques à la vitesse moyenne de 61 mm par an, mouvement impliquant une importante activité volcanique et sismique.  La description de la source sismique montre qu'on est en présence d'un mécanisme typique de séisme de subduction, avec déblocage brusque des deux plaques, Nazca et plaque chevauchante sud-américaine, le séisme se situant probablement sur l'interplaque de subduction. Le mécanisme au foyer de la source fait apparaître un jeu de mouvement de faille inverse, avec une composante oblique décrochante dextre, sur un plan à faible pendage (autour de 22°, orientation à 32° NNE-SSO) .

## Répartition des dommages

### Province de Manabí
L'épicentre est situé dans la province de Manabí, qui concentre les pertes humaines et les destructions les plus nombreuses. Les villes de Pedernales, Portoviejo, Manta, Jama, Canoa, Montecristi, Bahía sont particulièrement affectées. L'aéroport international Eloy Alfaro de Manta est fermé à cause des graves dommages sur la tour de contrôle[réf. souhaitée]. La faille montre une trace particulièrement importante en surface à l'intérieur des terres, dans une zone de moyenne montagne. Cette ouverture rapide de la terre a formé un vallon d'une quarantaine de mètres de largeur, une profondeur de vingt mètres environ et une très grande longueur. L'effondrement a affecté des habitations et des troupeaux .
Le canton de Pedernales est détruit à plus de 70 % d'après les autorités civiles équatoriennes, et la ville de Pedernales – 40 000 habitants – est « entièrement détruite » d'après son maire Gabriel Alcivar et d'après le président équatorien Rafael Correa. Le maire réclame des engins de levage, dont la ville est dépourvue. Au moins 150 personnes sont portées disparues dans cette ville.
À cause de la destruction des routes, il n'est possible de se rendre dans la ville qu'à pied ou avec des véhicules tout-terrain. Quelque 1 000 km de route sont détruits d'après le ministre des affaires extérieures équatorien Guillaume Long. L'absence de traitement de l'eau, l'importance de la population et le climat équatorial font craindre des épidémies.

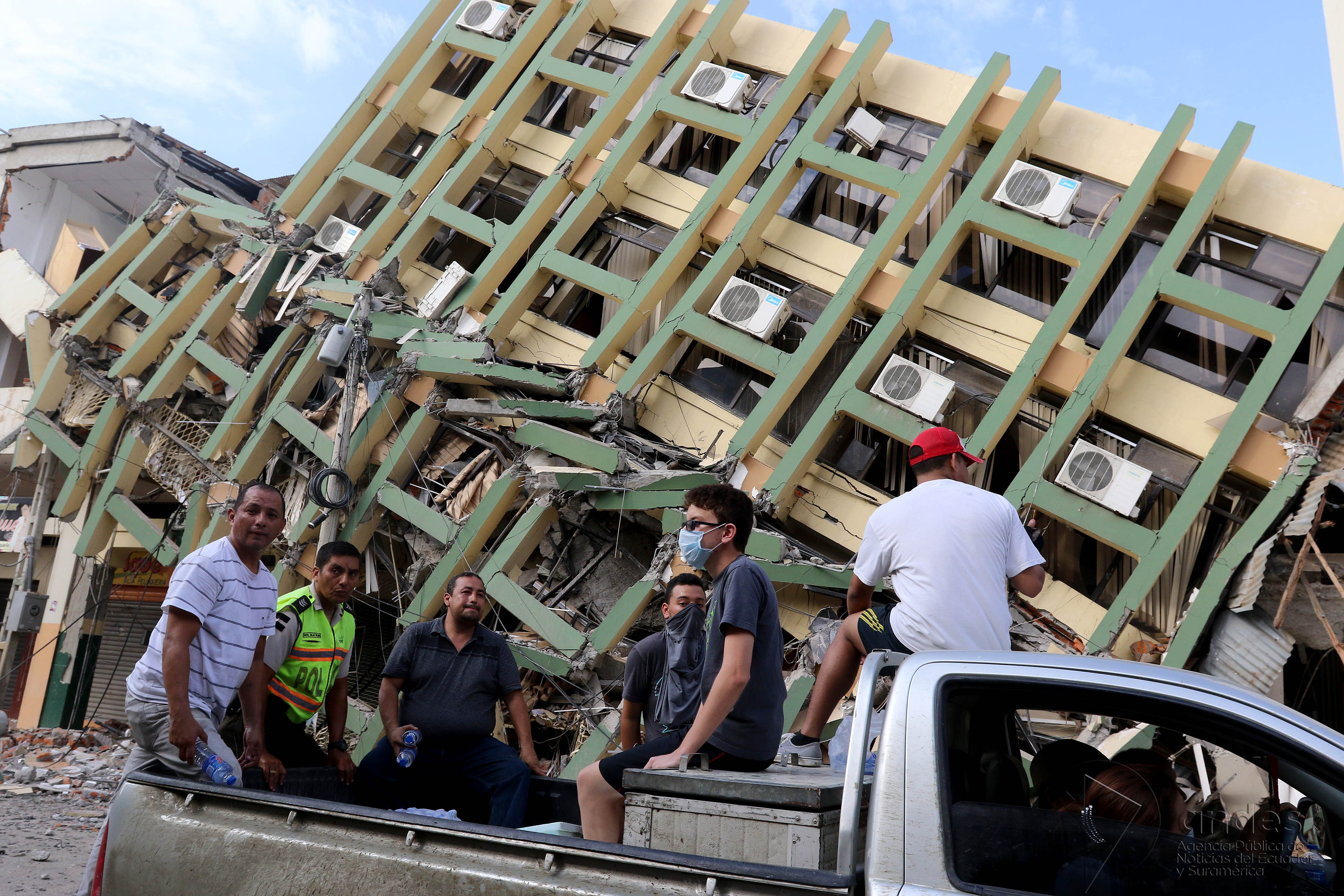
Portoviejo.
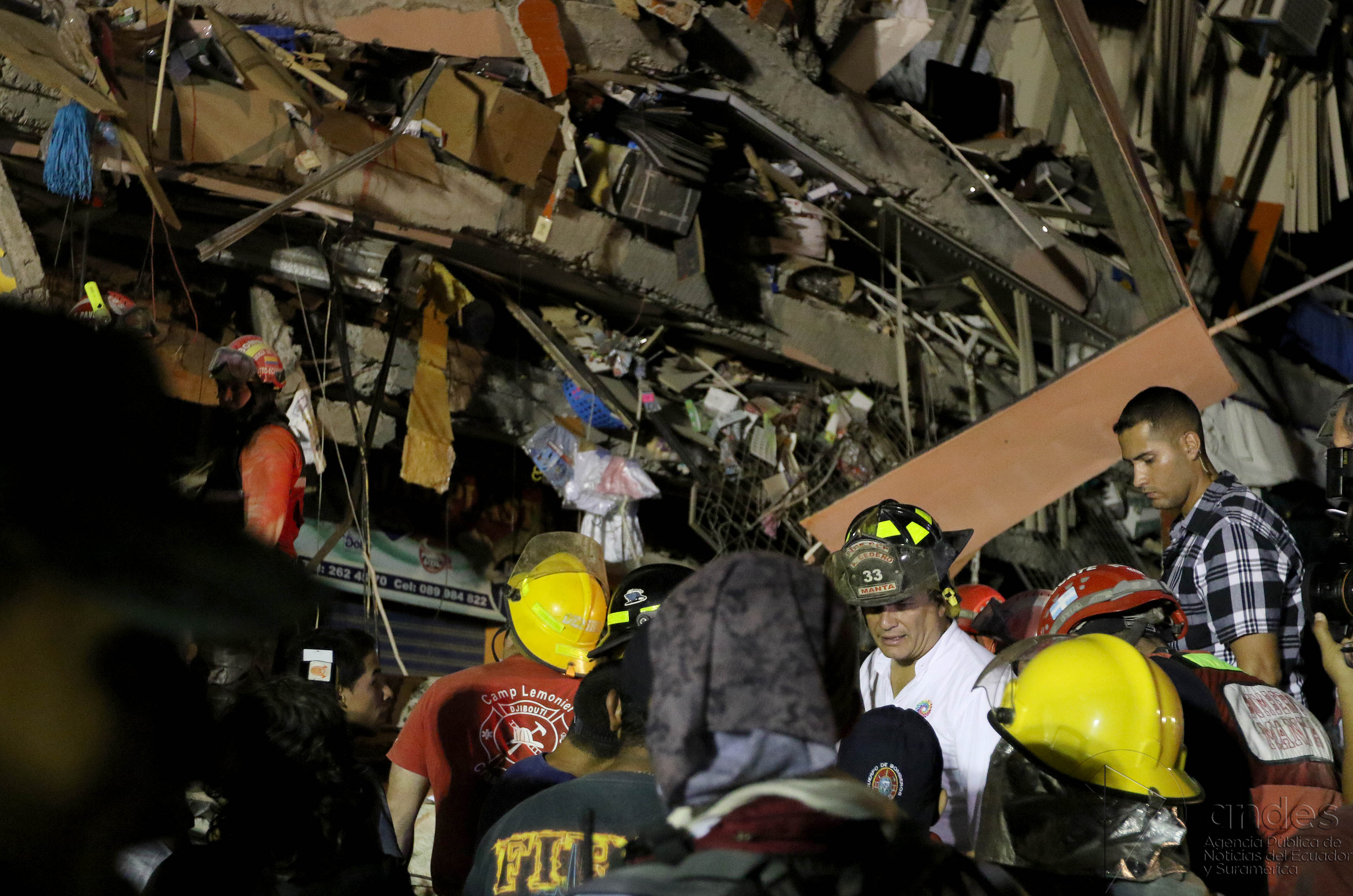
Manta.
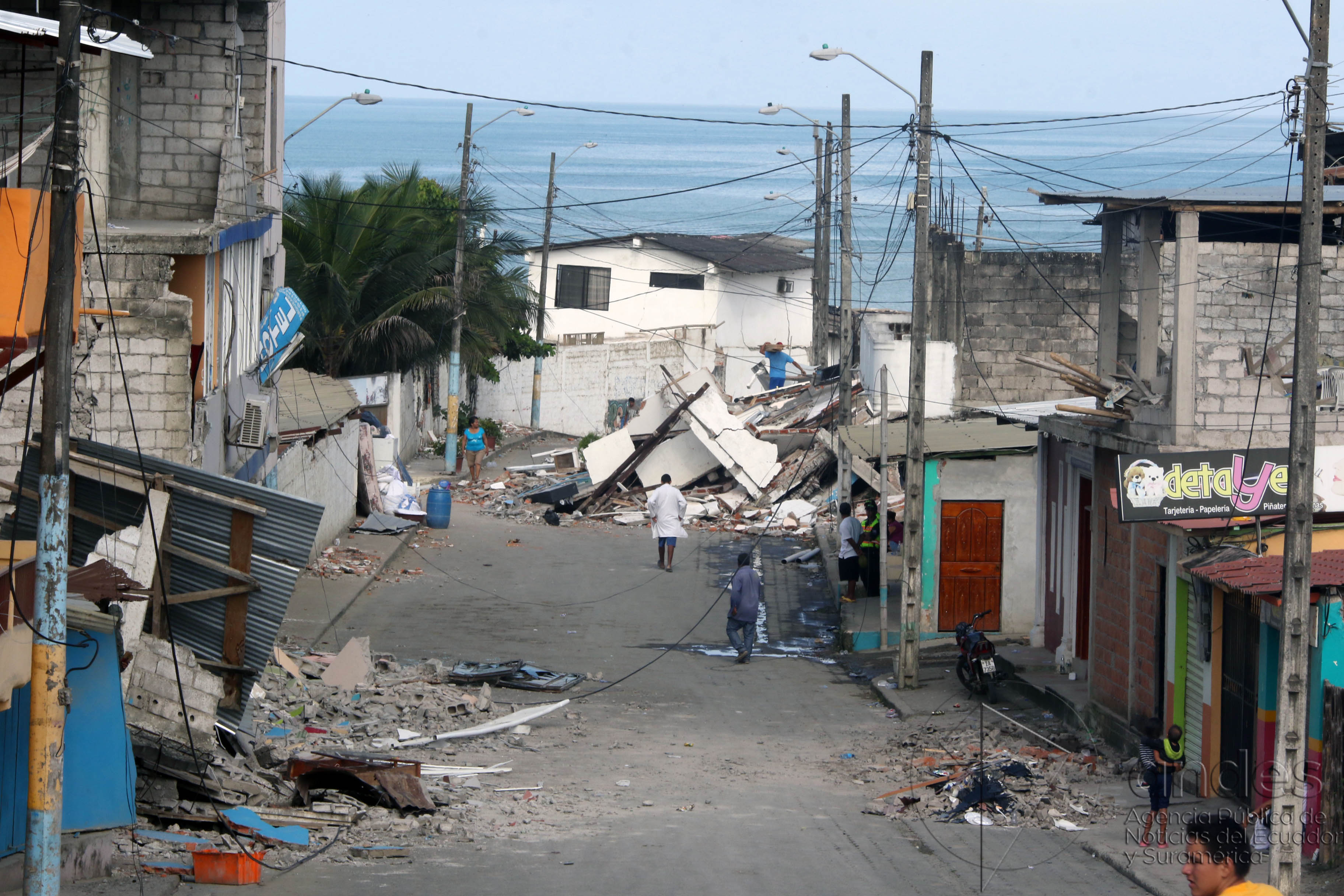
Pedernales.
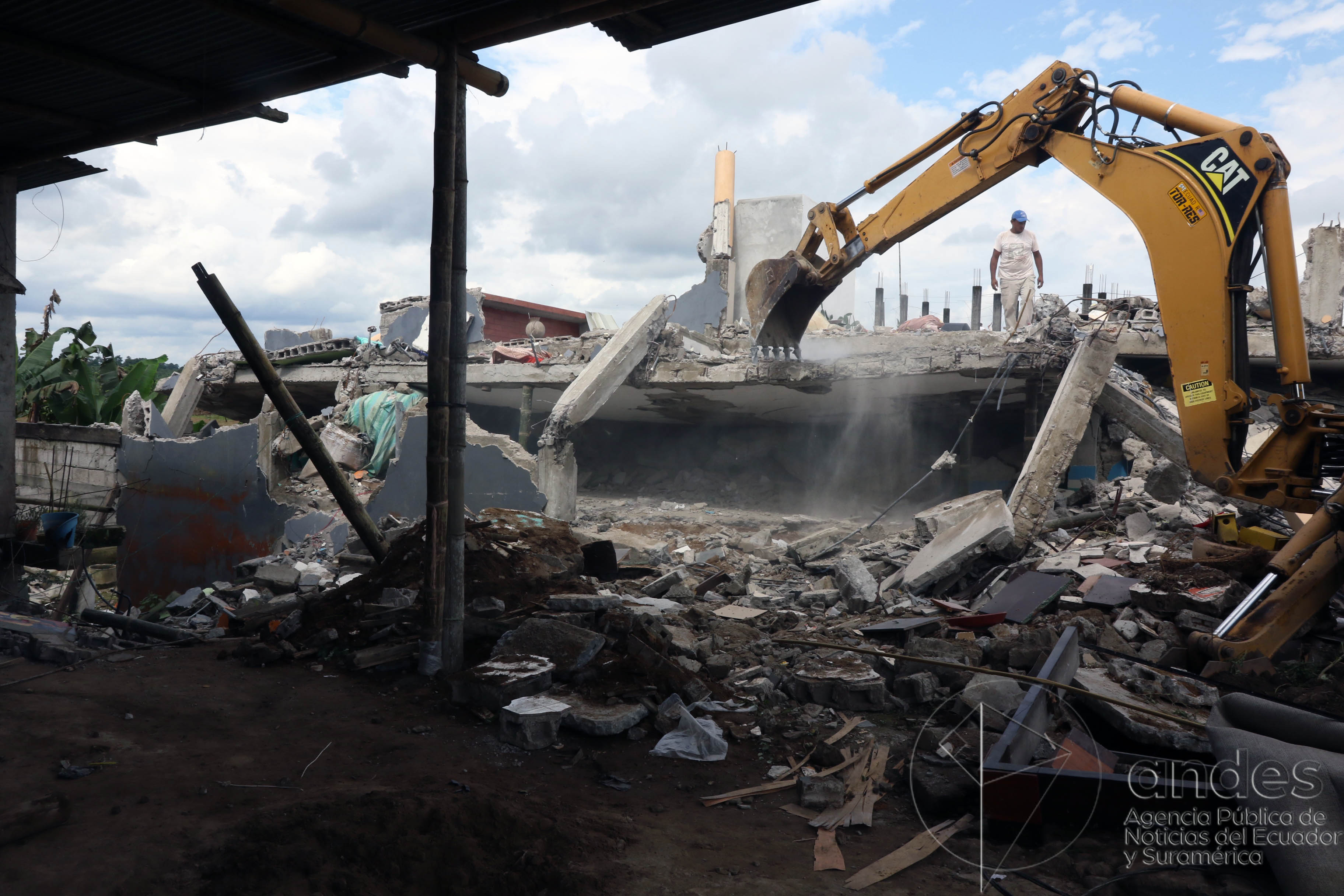
El Carmen.

Cette vidéo montre l'étendue des dommages dans le Tarqui à Manta

### Province d'Esmeraldas
La ville de Muisne est gravement affectée. L'électricité est rétablie dans 90 % de la province deux jours après le séisme.
Paola Cabezas, ancienne gouverneure de la province, est nommée au comité chargé de superviser la reconstruction après le séisme.

### Province de Los Rios
Dans la capitale de la province, Babahoyo 118 habitations ont été partiellement ou totalement détruites. De nombreux dégâts ont été constatés dans la plus grande ville, Quevedo.

### Province de Guayas et ville de Guayaquil
La chute d'un pont, des coupures électriques et l'effondrement du toit d'un supermarché sont les destructions les plus remarquées. De nombreux bâtiments (habitations, cinémas, magasins) ont cependant été endommagés ou détruits. Six morts sont a déplorer dans la province de Guayas et dans la ville de Guayaquil.

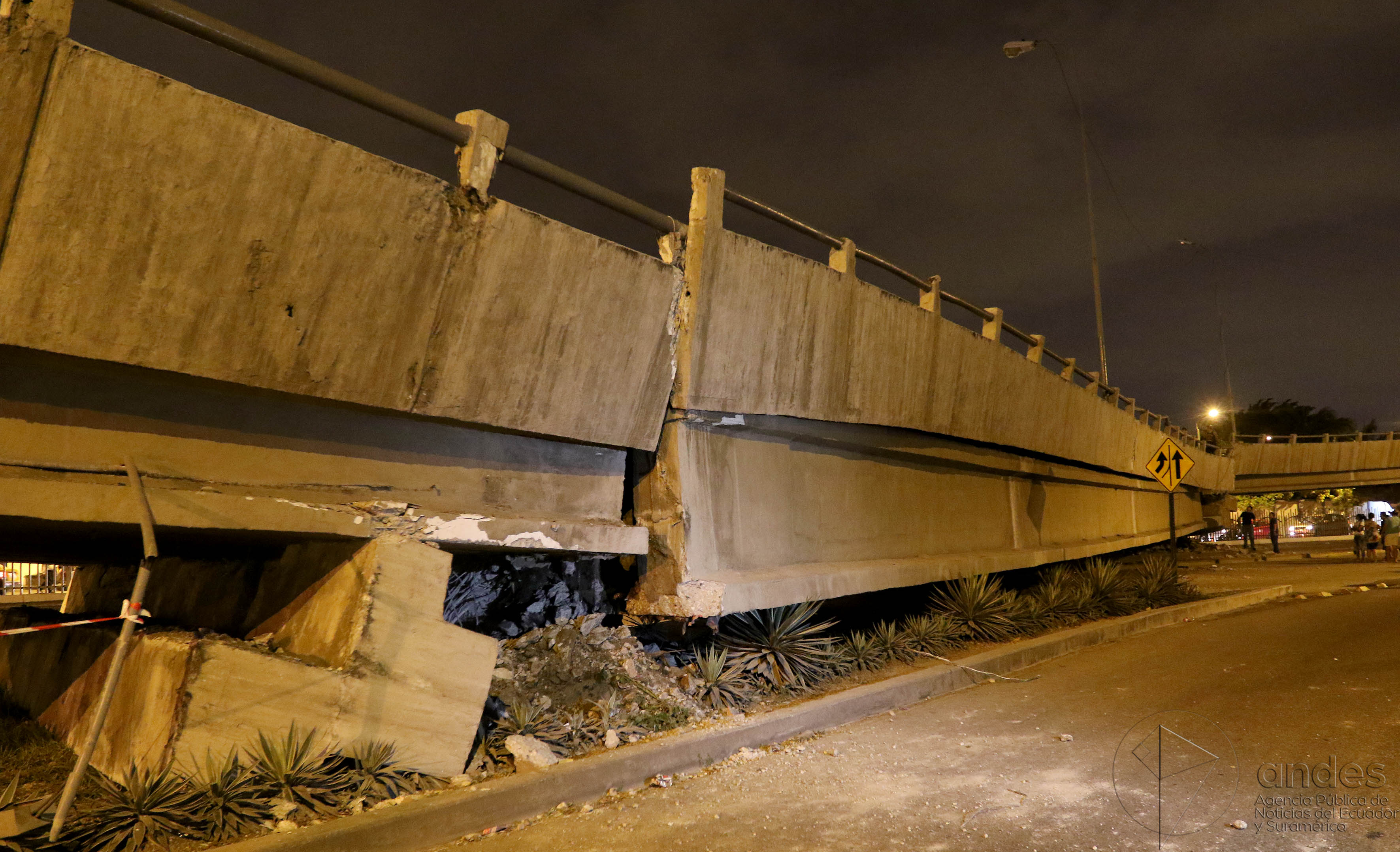
Chute d'un pont sur l'Avenue des Amérique à Guayaquil.
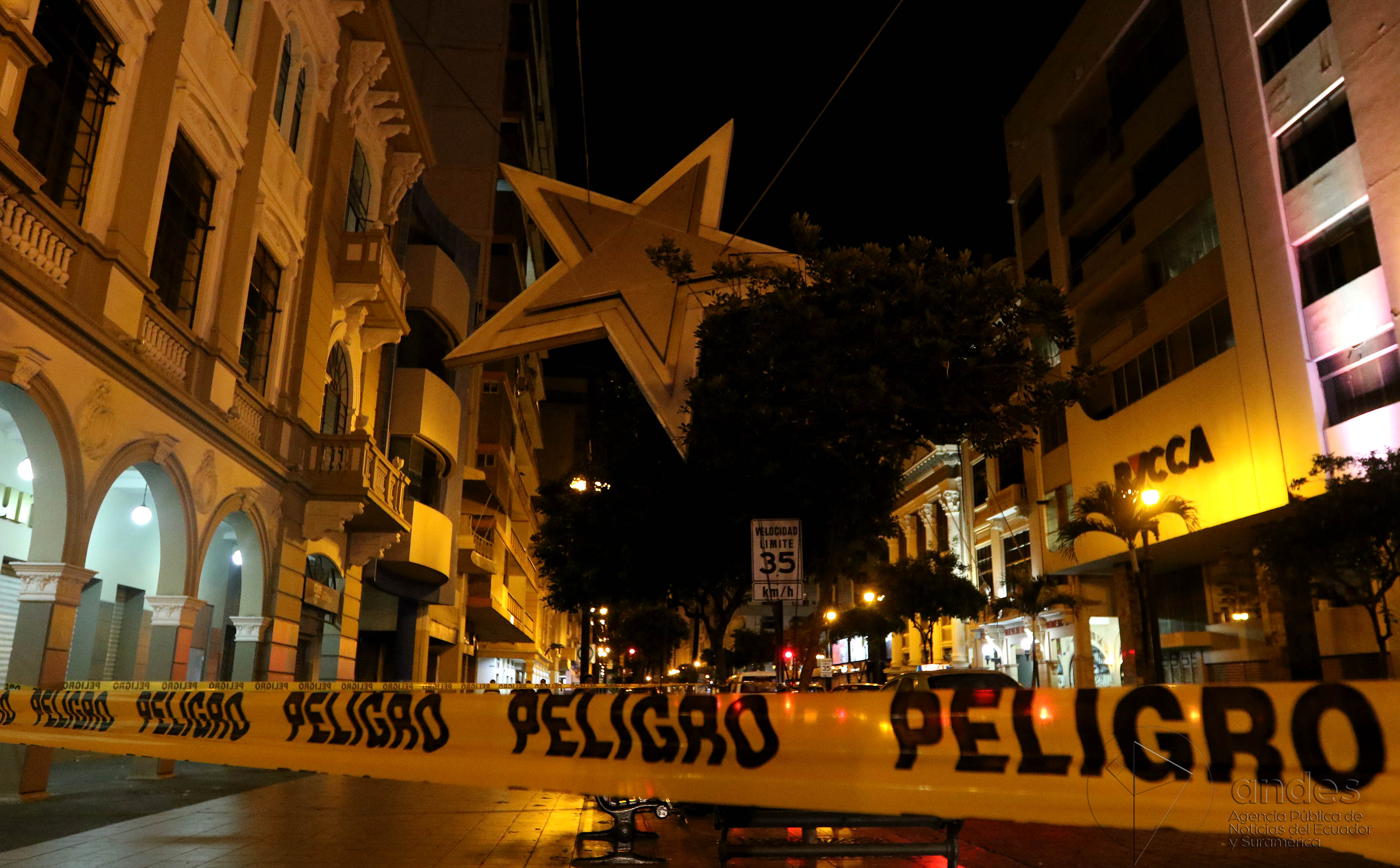
Chute de luminaire sur l'avenue du 9 octobre à Guayaquil.
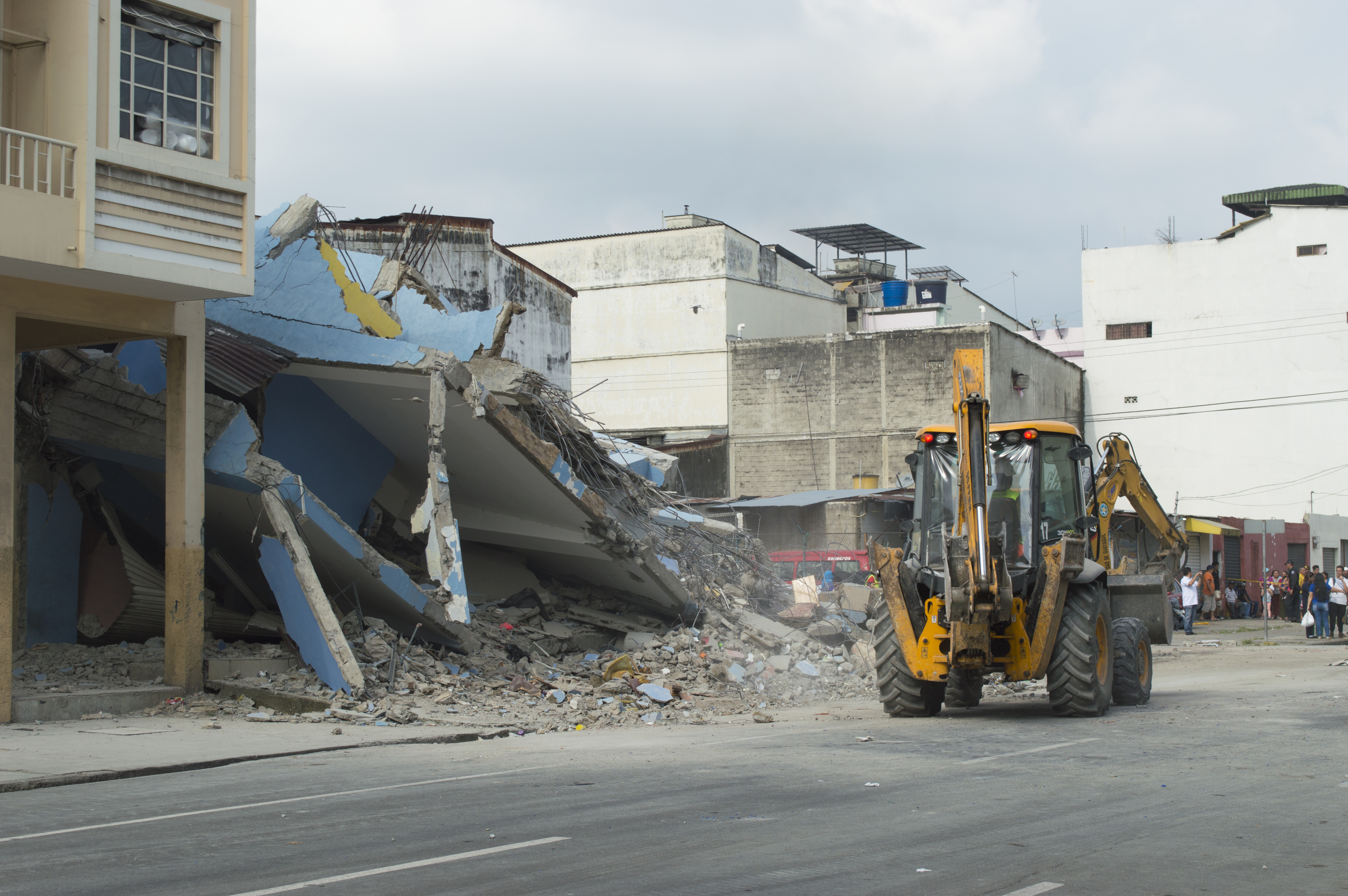
Maison détruite à Guayaquil (intersection av. Ayacucho et Garcia Moreno).
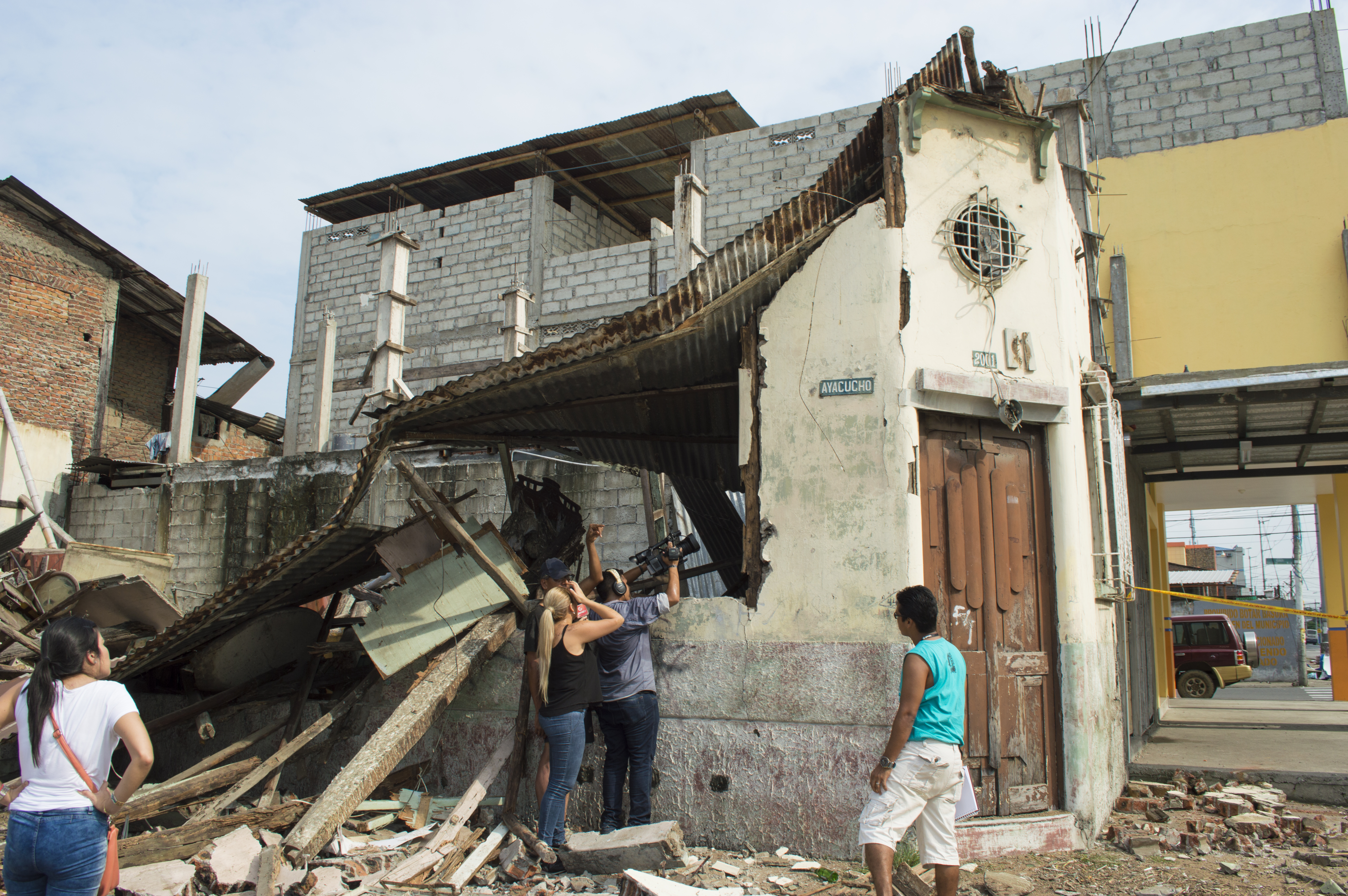
Maison détruite à Guayaquil (intersection av. Ayacucho et José Mascote).

## Victimes
Le bilan provisoire au 19 avril 2016 00:28 heure locale, fait état de plus de 7015 blessés et 600 morts, dont 11 ressortissants étrangers.
| Nationalité            | Décès | Blessés | Disparus           |
| ---------------------- | ----- | ------- | ------------------ |
| Équateur               | 671   | 7015    | 0                  |
| Colombie               | 11    | 0       | 223 (injoignables) |
| Canada                 | 4     | 3       | 0                  |
| Cuba                   | 5     | 0       | 0                  |
| Irlande                | 1     | 0       | 0                  |
| République dominicaine | 1     | 0       | 0                  |
| France                 | 1     | 0       | 0                  |
| Royaume-Uni            | 1     | 0       | 0                  |
| États-Unis             | 1     | 0       | 0                  |
| Espagne                | 1     | 0       | 0                  |
| Italie                 | 1     | 0       | 0                  |
| Allemagne              | 1     | 0       | 0                  |
| Argentine              | 0     | 0       | 1                  |

## Réactions et interventions
L’état d'urgence a été décrété dans tout le pays et la garde nationale mobilisée pour aider les secours. Dix mille militaires et 4 600 policiers sont mobilisés d'après le journal équatorien El Universo.
Des centrales hydroélectriques et des oléoducs ont été coupés préventivement, notamment ceux qui desservent la raffinerie d'Esmeraldas.
Le président Correa a interrompu son voyage au Vatican. Il a évalué le coût de reconstruction à 3 milliards de dollars qui seraient financés à hauteur de 1 milliard par une forte hausse d'impôt, notamment par la proposition de relever le taux de TVA de 12 % à 14 % et divers impôts exceptionnels.
D'autres répliques importantes ou nouveaux séismes majeurs peuvent avoir lieu dans les mois suivant l'événement sur le site, ce qui explique les nombreuses interventions scientifiques dans la région en soutien aux équipes de scientifiques équatoriens. L'Institut National des Sciences de l'Univers (CNRS) indique que des interventions françaises auront lieu, comme celles de l'Institut des sciences de la Terre de Grenoble, l'Institut de Physique du Globe de Paris ou les laboratoires de Géosciences Rennes et Géoazur Sophia Antipolis).Stations sismologiques mobiles, sismomètres de fond de mer (Ocean Bottom Seismometer) et spécialistes français doivent contribuer à densifier le réseau actuellement sur place.